# Guns, Gore and Cannoli
Guns, Gore and Cannoli — компьютерная игра в жанре горизонтального скролл-шутера, разработанная бельгийскими компаниями Claeys Brothers и Crazy Monkey Studios, которая также выступила издателем. Выход игры состоялся 30 апреля 2015 года для Windows и macOS. Является первой частью серии Guns, Gore & Cannoli.

## Игровой процесс
Guns, Gore and Cannoli — двухмерный платформенный аркадный экшн-шутер, выполненный в анимированном стиле. В игре присутствует несколько режимов игры: однопользовательский и локальный кооператив. Главная задача игры заключается в том, что надо добраться от начала до конца локации — уровня, уничтожая всех противников на пути.

## Сюжет
Действие Guns, Gore and Cannoli разворачивается в 1920-х годах в вымышленном городе Тагтауне, во время запрета алкоголя. Протагонистом игры становится Винни Канноли, который поплыл в город на корабле ради спасения Фрэнки по просьбе мистера Белуччио. По пути в город главный герой узнаёт о массовых беспорядках и убийствах в нём. Всё это уже не контролировалось местными властями. После прибытия в Тагтаун он подвергается нападению зомби. Далее протагонист, отбившись от них, направляется в клуб, где находит босса мафии и пленника, которым оказался Фрэнки. В итоге Винни убивает дона мафии и освобождает Фрэнки, который, в свою очередь, сообщает ему о том, что город осаждён армией, которая собирается устроить зачистку города при помощи отравляющего газа. Также он говорит протагонисту, что покинуть город можно только «через воздух» — на дирижабле, управлять которым умеет только сам Фрэнки. После этого они направились в сторону моста, находившегося под контролем армии. Однако после попадания на мост и убийства всех солдатов армии Фрэнки подрывает мост, на котором был Винни. Главный герой переживает падение в воду и не попадает под обломки моста, после чего достигает канализации, в которой обитают крысы больших размеров. Затем он попадает в лабораторию, где обнаруживает баки с неизвестным веществом, оказавшимся мутагеном, превращающим людей в зомби. Мутаген был разработан учёным, работавшим на Фрэнки. Винни топит учёного и взрывает лабораторию. Следующее повествование идёт о Фрэнки, который обманом заставляет мистера Беллучио отправить «как можно больше» членов банды для того, чтобы «остановить» Винни. Во время того, как мистер Белуччио разговаривает по телефону с Тони, Фрэнки убивает его.
Военные начинают сброс отравляющего газа в город, а Винни направляется к месту нахождения Фрэнки. Далее протагонист находит его и начинает с ним сражаться. Во время боя он узнаёт от Фрэнки, что тот решил намеренно отравить население города во время того, как они праздновали День Святого Патрика, и добавил в алкоголь мутагена. Однако он заметил, что не учёл того факта, что гангстеры пили только импортный алкоголь, в связи с чем они не подверглись заражению. В итоге Винни сбрасывает Фрэнки с дирижабля в ядовитый газ и улетает на дирижабле.

## Критика
Алексей Лихачёв, рецензент интернет-издания 3DNews, обратил внимание на почти повсеместное расположение оружия на локациях, отсутствие проблем с патронами и еды для восстановления здоровья на среднем уровне сложности и сильное разнообразие зомби. Также он заметил присутствие большого количества нежити, которые ходят в основном «целыми тучами» и «не дают главному герою покоя». Однако рецензент сравнил Guns, Gore and Cannoli с аркадными играми «прошлого века» из-за того, что в игре, кроме «отстрела всего подряд, нет вообще ничего». Алексей, подытожив свой обзор, назвал визуальный стиль игры «отличным», игровой процесс — «незамысловатым», арсенал — «достаточным для весёлого прохождения» и положительно отозвался о присутствии режима для 4 игроков. Но обозреватель подметил «не очень разнообразный» игровой процесс, присутствие стрельбы исключительно на уровне глаз и «других нелогичных игровых механик» и отсутствие онлайна.
На сайте-агрегаторе Metacritic игра получила оценку в 74 балла из 100 возможных на основе 19 рецензий от игровых критиков.

## Сиквел
Продолжение игры под названием Guns, Gore and Cannoli 2 было выпущено 2 марта 2018 года. Разработчиками также выступили Claeys Brothers и Crazy Monkey Studios. Протагонистом игры, как и в первой части серии, остаётся Винни Канноли, однако действие сюжета происходит во время Второй мировой войны.